# Società Sportiva Dilettantistica Parma Calcio 1913 2015-2016

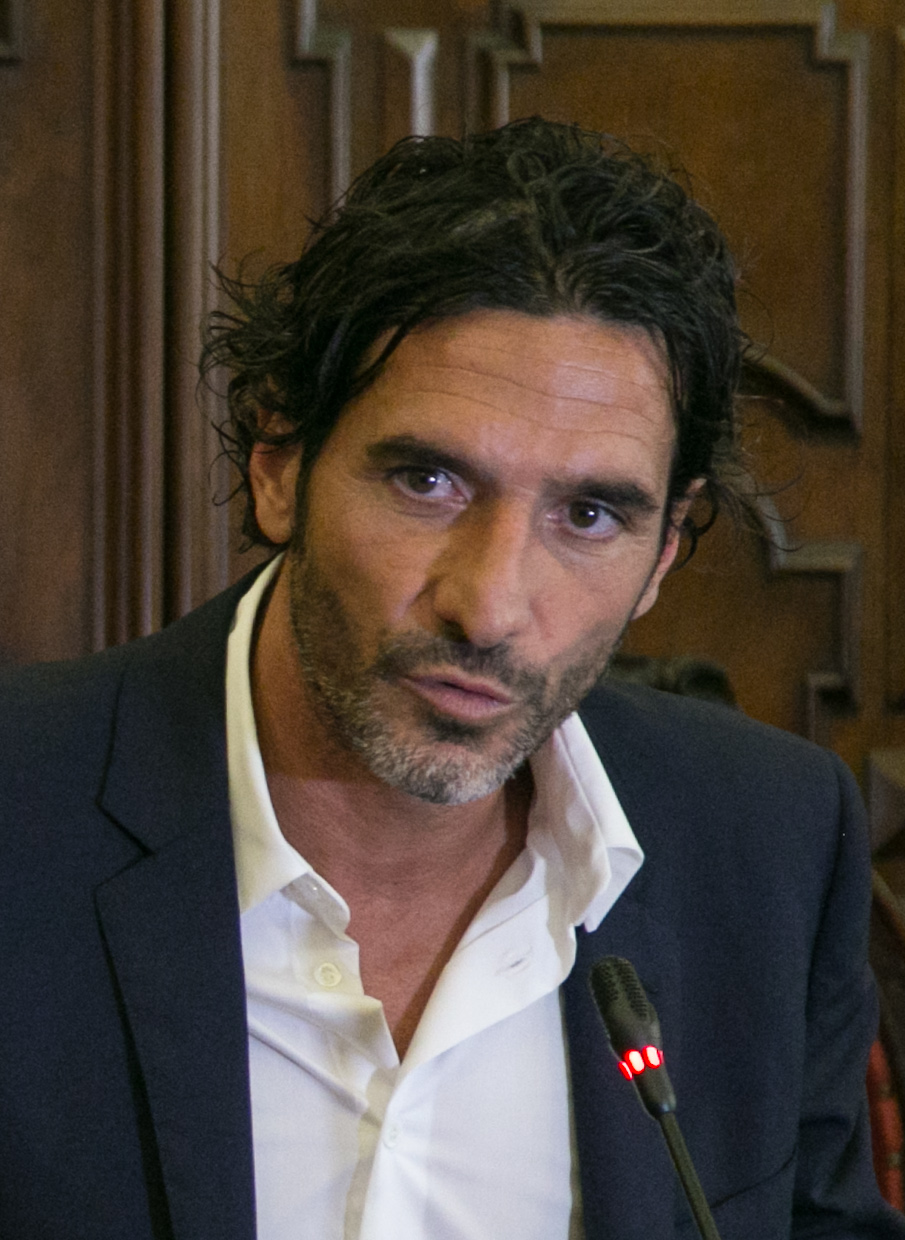
Alessandro Lucarelli, rimarrà al Parma nonostante le vicende della stagione precedente

Questa voce raccoglie le informazioni riguardanti la Società Sportiva Dilettantistica Parma Calcio 1913 nelle competizioni ufficiali della stagione 2015-2016.

## Stagione
In seguito al fallimento dichiarato il 22 giugno 2015, il Parma Football Club (che, presieduto da Tommaso Ghirardi, era retrocesso dalla Serie A alla B al termine del campionato) cessa di esistere. Per mantenere la tradizione sportiva, il 27 luglio seguente il club viene rifondato assumendo il nome Parma Calcio 1913: la società ottiene dunque l'affiliazione alla FIGC, nonché l'ammissione - in sovrannumero - al campionato Dilettanti. Il nuovo club – dopo quarantacinque anni costretto a ripartire dai dilettanti – è costituito da due NewCo, rispettivamente la Nuovo Inizio, di cui fanno parte imprenditori del territorio parmense quali Guido Barilla, Marco Ferrari, Gian Paolo Dallara, Paolo Pizzarotti, Angelo Gandolfi, Mauro Del Rio e Giacomo Malmesi, e la Parma Partecipazioni Calcistiche, che rappresenta l'azionariato diffuso. Sul piano sportivo vengono invece scelti interpreti del «Grande Parma», i cui nomi sono legati ai trionfi degli anni '90: Nevio Scala come presidente, Luigi Apolloni per la panchina, Lorenzo Minotti e Fausto Pizzi in qualità di responsabili dell'area tecnica e del reparto giovanile. Rispetto alla squadra che soltanto pochi mesi prima era ancora in Serie A, la rosa conserva il solo capitano Alessandro Lucarelli.
Il Parma parte col piede giusto e prende in breve tempo il comando del girone D, risultando l'unica squadra italiana (nei campionati dalla A alla D) a non subire sconfitte. Il 17 aprile 2016, tagliando la quota di 85 punti in classifica, gli emiliani guadagnano il matematico ritorno in Lega Pro. La formazione chiude al primo posto la stagione regolare, con 17 lunghezze di vantaggio sull'Altovicentino. In qualità di vincitori, i parmensi giocano anche la Poule Scudetto non superando tuttavia la fase a gironi.

## Divise e sponsor
Il fornitore tecnico per la stagione 2015-2016 è Erreà. Gli sponsor di maglia sono Navigare, Folletto e Sky Sport HD (sul retro); sui pantaloncini, invece, figura Colser come quarto sponsor.
| Casa | Trasferta | Precampionato e Parma-Delta | 1ª portiere |

## Organigramma societario
Area direttiva
- Presidente: Nevio Scala
- Vice presidente: Marco Ferrari
- Direttore generale: Luca Carra

Area comunicazione
- Responsabile ufficio stampa: Gabriele Majo

Area tecnica
- Direttore sportivo: Andrea Galassi
- Allenatore: Luigi Apolloni
- Allenatore in seconda:  Bruno Redolfi
- Responsabile tecnico: Lorenzo Minotti
- Preparatori atletici: Cristian Freghieri, Paolo Giordani
- Preparatore dei portieri: Ermes Fulgoni

## Calciomercato

### Sessione estiva(dall'1/7 al 17/9)
| Acquisti | Acquisti             | Acquisti          | Acquisti   |
| R.       | Nome                 | da                | Modalità   |
| -------- | -------------------- | ----------------- | ---------- |
| P        | Davide Ciotti        | Ternana           | prestito   |
| P        | Antonio Cotticelli   | Lazio             | svincolato |
| P        | Kristaps Zommers     | Aarhus            | definitivo |
| D        |                      |                   | svincolato |
| D        | Alessio Agrifogli    | Empoli            | prestito   |
| D        | Maikol Benassi       | Carrarese         | svincolato |
| D        | Luca Cacioli         | Rimini            | svincolato |
| D        | Filippo Maria Donati | Fiorenzuola       | svincolato |
| D        | Alessandro Lucarelli |                   | svincolato |
| D        | Michele Messina      | Atalanta          | prestito   |
| D        | Giacomo Ricci        | Livorno           | definitivo |
| D        | Lorenzo Saporetti    | Cesena            | definitivo |
| C        | Francesco Corapi     | L’Aquila          | svincolato |
| C        | Davide Giorgino      | Delta Porto Tolle | svincolato |
| C        | Crocefisso Miglietta | Novara            | svincolato |
| C        | Niccolò Molinaro     | Chievo            | definitivo |
| C        | Walter Rodríguez     | Sp. Luqueño       | svincolato |
| C        | Lorenzo Simonetti    | Livorno           | definitivo |
| C        | Mousa Balla Sowe     |                   | svincolato |
| C        | Dimitar Traykov      | Beroe             | definitivo |
| A        | Yves Baraye          | Chievo            | svincolato |
| A        | Fabio Lauria         | Delta Porto Tolle | definitivo |
| A        | Cristian Longobardi  | Piacenza          | svincolato |
| A        | Daniele Melandri     | Forlì             | svincolato |
| A        | Riccardo Musetti     | San Marino        | svincolato |
| A        | Marcello Sereni      | Sassuolo          | prestito   |
| A        | Andrea Vignali       | Massese           | svincolato |

| Cessioni | Cessioni | Cessioni | Cessioni |
| R.       | Nome     | a        | Modalità |
| -------- | -------- | -------- | -------- |

### Operazioni successive alla sessione estiva
| Acquisti | Acquisti      | Acquisti       | Acquisti   |
| R.       | Nome          | da             | Modalità   |
| -------- | ------------- | -------------- | ---------- |
| P        | Alioune Fall  |                | svincolato |
| A        | Matteo Guazzo | Virtus Entella | svincolato |

| Cessioni | Cessioni | Cessioni | Cessioni |
| R.       | Nome     | a        | Modalità |
| -------- | -------- | -------- | -------- |

### Sessione di dicembre(dall'1/12 al 17/12)
| Acquisti | Acquisti     | Acquisti | Acquisti   |
| R.       | Nome         | da       | Modalità   |
| -------- | ------------ | -------- | ---------- |
| D        | Giulio Mulas |          | svincolato |

| Cessioni | Cessioni             | Cessioni         | Cessioni   |
| R.       | Nome                 | a                | Modalità   |
| -------- | -------------------- | ---------------- | ---------- |
| P        | Antonio Cotticelli   | Correggese       | prestito   |
| D        | Filippo Maria Donati | Fiorenzuola      | prestito   |
| A        | Andrea Vignali       | Jolly Montemurlo | definitivo |

### Sessione invernale(dal 04/01 all'1/02)
| Acquisti | Acquisti           | Acquisti | Acquisti   |
| R.       | Nome               | da       | Modalità   |
| -------- | ------------------ | -------- | ---------- |
| C        | Solomon Nyantakyi  |          | svincolato |
| A        | Pasquale Mazzocchi | Rimini   | definitivo |

| Cessioni | Cessioni      | Cessioni | Cessioni      |
| R.       | Nome          | a        | Modalità      |
| -------- | ------------- | -------- | ------------- |
| P        | Davide Ciotti | Ternana  | fine prestito |

## Risultati

### Serie D

#### Girone d'andata
| Arbitro: | Donda (Cormons) |

|  |           |                    |
|  | Marcatori | 76’ (rig.) Musetti |

| Arbitro: | Catucci (Pesaro) |

|                           |           |                 |
| Lauria 38’ Longobardi 81’ | Marcatori | 5’ (rig.) Cecco |

| Arbitro: | Garofalo (Torre del Greco) |

|  |           |                                                    |
|  | Marcatori | 3’, 66’ Baraye 33’ Melandri 38’ Vignali 64’ Lauria |

| Arbitro: | Ayroldi (Molfetta) |

|                        |           |  |
| Ricci 47’ Melandri 70’ | Marcatori |  |

| Budrio 27 settembre 2015, ore 15:00 CEST 5ª giornata | Mezzolara        | 0 – 0 | Parma | Stadio Pietro Zucchini (1 100 spett.)\| Arbitro: \| Fusco (Brindisi) \| |
| Arbitro:                                             | Fusco (Brindisi) |       |       |                                                                         |

| Arbitro: | Ruggiero (Roma 1) |

|                                                  |           |                     |
| Baraye 17’, 28’, 70’ Longobardi 65’ Melandri 73’ | Marcatori | 24’ (rig.) Fioretti |

| Arbitro: | Vigile (Cosenza) |

|  |           |                                       |
|  | Marcatori | 27’ Corapi 50’ Baraye 90+1’ Miglietta |

| Arbitro: | De Santis (Lecce) |

|  |           |               |
|  | Marcatori | 27’ Saporetti |

| Parma 18 ottobre 2015, ore 15:00 CEST 9ª giornata | Parma               | 0 – 0 | Forlì | Stadio Ennio Tardini (10 750 spett.)\| Arbitro: \| Gariglio (Pinerolo) \| |
| Arbitro:                                          | Gariglio (Pinerolo) |       |       |                                                                           |

| Arbitro: | Meraviglia (Pistoia) |

|  |           |                                   |
|  | Marcatori | 24’ Cacioli 45+1’, 84’ Longobardi |

| Arbitro: | Massara (Reggio Calabria) |

|            |           |  |
| Baraye 57’ | Marcatori |  |

| Carpi 8 novembre 2015, ore 14:30 CET 12ª giornata | Virtus Castelfranco | 0 – 0 | Parma | Stadio Sandro Cabassi (2 000 spett.)\| Arbitro: \| Turchet (Pordenone) \| |
| Arbitro:                                          | Turchet (Pordenone) |       |       |                                                                           |

| Arbitro: | Zufferli (Udine) |

|                                     |           |           |
| Corapi 45’ Melandri 72’ Musetti 84’ | Marcatori | 86’ Broso |

| Arbitro: | Cudini (Fermo) |

|              |           |                             |
| Braccini 22’ | Marcatori | 52’, 66’ Musetti 61’ Corapi |

| Parma 22 novembre 2015, ore 14:30 CET 15ª giornata | Parma             | 0 – 0 | Imolese | Stadio Ennio Tardini (10 698 spett.)\| Arbitro: \| Gentile (Seregno) \| |
| Arbitro:                                           | Gentile (Seregno) |       |         |                                                                         |

| Arbitro: | Somma (Castellammare di Stabia) |

|  |           |                                         |
|  | Marcatori | 27’ Guazzo 32’ (rig.) Lauria 81’ Baraye |

| Arbitro: | D'Ascanio (Ancona) |

|                                              |           |                                       |
| Messina 11’ Ballardini 17’ (aut.) Baraye 23’ | Marcatori | 77’ (rig.) Innocenti 90+2’ Ballardini |

| Arbitro: | Bertelli (Busto Arsizio) |

|                |           |                                                          |
| Indelicato 67’ | Marcatori | 13’, 63’ Corapi 18’ Baraye 33’ Saporetti 90+3’ Miglietta |

| Arbitro: | Ceccon (Lovere) |

|                     |           |                            |
| Melandri 51’, 90+1’ | Marcatori | 29’ Bonandi 59’ Simoncelli |

#### Girone di ritorno
| Arbitro: | Guarnieri (Empoli) |

|                                       |           |  |
| Lucarelli 28’ Baraye 60’ Melandri 69’ | Marcatori |  |

| Arbitro: | Berger (Pinerolo) |

|  |           |                       |
|  | Marcatori | 57’ Corapi 62’ Baraye |

| Arbitro: | Di Cairano (Ariano Irpino) |

|                                                                |           |  |
| Baraye 29’, 44’ Corapi 43’ (rig.) Melandri 85’ Miglietta 90+2’ | Marcatori |  |

| Arbitro: | Vigile (Cosenza) |

|                   |           |                       |
| Peluso 67’ (rig.) | Marcatori | 28’ Corapi 38’ Baraye |

| Parma 31 gennaio 2016, ore 14:30 CET 24ª giornata | Parma            | 0 – 0 | Mezzolara | Stadio Ennio Tardini (10 507 spett.)\| Arbitro: \| Tursi (Valdarno) \| |
| Arbitro:                                          | Tursi (Valdarno) |       |           |                                                                        |

| Arbitro: | Luciani (Roma 1) |

|          |           |               |
| Rota 61’ | Marcatori | 49’ Lucarelli |

| Arbitro: | Cosso (Reggio Calabria) |

|                                                    |           |  |
| Melandri 37’ Musetti 68’ Baraye 71’ Longobardi 86’ | Marcatori |  |

| Arbitro: | Santoro (Messina) |

|            |           |              |
| Baraye 22’ | Marcatori | 50’ Bernacci |

| Forlì 21 febbraio 2016, ore 14:30 CET 28ª giornata | Forlì             | 0 – 0 | Parma | Stadio Tullo Morgagni (3 000 spett.)\| Arbitro: \| De Santis (Lecce) \| |
| Arbitro:                                           | De Santis (Lecce) |       |       |                                                                         |

| Arbitro: | D'Ambrogio (Frosinone) |

|             |           |  |
| Messina 74’ | Marcatori |  |

| Arbitro: | Natilla (Molfetta) |

|  |           |            |
|  | Marcatori | 90’ Lauria |

| Arbitro: | Raciti (Acireale) |

|                              |           |  |
| Baraye 20’, 60’ Melandri 86’ | Marcatori |  |

| Arbitro: | Meloni (Carbonia) |

|  |           |                              |
|  | Marcatori | 51’ Longobardi 79’ Mazzocchi |

| Arbitro: | Pashuku (Albano Laziale) |

|                   |           |                   |
| Corapi 78’ (rig.) | Marcatori | 54’ (rig.) Olcese |

| Arbitro: | Capezzi (Valdarno) |

|          |           |                             |
| Pasi 13’ | Marcatori | 17’, 80’ Musetti 42’ Baraye |

| Arbitro: | Mastrogiuseppe (Sulmona) |

|                              |           |             |
| Guazzo 17’ Corapi 84’ (rig.) | Marcatori | 52’ Boilini |

| Arbitro: | Madonia (Palermo) |

|                               |           |                                              |
| Guagneli 77’ Ballardini 90+1’ | Marcatori | 11’ Melandri 61’, 62’ Mazzocchi 90+2’ Lauria |

| Arbitro: | Miele (Nola) |

|                                   |           |  |
| Melandri 3’ Lauria 19’ Sereni 69’ | Marcatori |  |

| Arbitro: | Maggio (Lodi) |

|  |           |                       |
|  | Marcatori | 23’ Corapi 66’ Lauria |

#### Poule scudetto
| Arbitro: | Berger (Pinerolo) |

|                               |           |               |
| Ferri Marini 42’ Crocetti 51’ | Marcatori | 46’ Simonetti |

| Arbitro: | Tursi (Valdarno) |

|                       |           |                                  |
| Guazzo 15’ Corapi 40’ | Marcatori | 68’ Sabatino 90+3’ (rig.) Titone |

### Coppa Italia Serie D
| Arbitro: | Marcenaro (Genova) |

|                                   |           |                       |
| Lauria 13’, 73’ Baraye 79’ (rig.) | Marcatori | 23’ Lari 59’ Lombardi |

| Arbitro: | Pirriatore (Bologna) |

|                                |                      |                                           |
| Caboni Bacher Mantovani Camara | Tiri di rigore 3 – 2 | Guazzo Melandri Vignali Agrifogli Benassi |

## Statistiche

### Statistiche di squadra
| Competizione         | Punti | In casa | In casa | In casa | In casa | In casa | In casa | In trasferta | In trasferta | In trasferta | In trasferta | In trasferta | In trasferta | Totale | Totale | Totale | Totale | Totale | Totale | DR  |
| Competizione         | Punti | G       | V       | N       | P       | Gf      | Gs      | G            | V            | N            | P            | Gf           | Gs           | G      | V      | N      | P      | Gf     | Gs     | DR  |
| -------------------- | ----- | ------- | ------- | ------- | ------- | ------- | ------- | ------------ | ------------ | ------------ | ------------ | ------------ | ------------ | ------ | ------ | ------ | ------ | ------ | ------ | --- |
| Campionato           | 94    | 19      | 13      | 6       | 0       | 41      | 10      | 19           | 15           | 4            | 0            | 41           | 7            | 38     | 28     | 10     | 0      | 82     | 17     | +65 |
| Poule scudetto       | 1     | 1       | 0       | 1       | 0       | 2       | 2       | 1            | 0            | 0            | 1            | 1            | 2            | 2      | 0      | 1      | 1      | 3      | 4      | -1  |
| Coppa Italia Serie D | -     | 1       | 1       | 0       | 0       | 3       | 2       | 1            | 0            | 1            | 0            | 0            | 0            | 2      | 1      | 1      | 0      | 3      | 2      | +1  |
| Totale               | 95    | 21      | 14      | 7       | 0       | 46      | 14      | 21           | 15           | 5            | 1            | 42           | 9            | 42     | 29     | 12     | 1      | 88     | 23     | +65 |

### Andamento in campionato
| Giornata  | 1 | 2 | 3 | 4 | 5 | 6 | 7 | 8 | 9 | 10 | 11 | 12 | 13 | 14 | 15 | 16 | 17 | 18 | 19 | 20 | 21 | 22 | 23 | 24 | 25 | 26 | 27 | 28 | 29 | 30 | 31 | 32 | 33 | 34 | 35 | 36 | 37 | 38 |
| --------- | - | - | - | - | - | - | - | - | - | -- | -- | -- | -- | -- | -- | -- | -- | -- | -- | -- | -- | -- | -- | -- | -- | -- | -- | -- | -- | -- | -- | -- | -- | -- | -- | -- | -- | -- |
| Luogo     | T | C | T | C | T | C | T | T | C | T  | C  | T  | C  | T  | C  | T  | C  | T  | C  | C  | T  | C  | T  | C  | T  | C  | C  | T  | C  | T  | C  | T  | C  | T  | C  | T  | C  | T  |
| Risultato | V | V | V | V | N | V | V | V | N | V  | V  | N  | V  | V  | N  | V  | V  | V  | N  | V  | V  | V  | V  | N  | N  | V  | N  | N  | V  | V  | V  | V  | N  | V  | V  | V  | V  | V  |
| Posizione | 1 | 1 | 1 | 1 | 1 | 1 | 1 | 1 | 1 | 1  | 1  | 1  | 1  | 1  | 1  | 1  | 1  | 1  | 1  | 1  | 1  | 1  | 1  | 1  | 1  | 1  | 1  | 1  | 1  | 1  | 1  | 1  | 1  | 1  | 1  | 1  | 1  | 1  |

Legenda:

Luogo: C = Casa; T = Trasferta. Risultato: V = Vittoria; N = Pareggio; P = Sconfitta.

### Statistiche giocatori
Sono in corsivo i calciatori che hanno lasciato la società a stagione in corso.
| Giocatore     | Serie D - Girone D | Serie D - Girone D | Serie D - Girone D | Serie D - Girone D | Coppa Italia Serie D | Coppa Italia Serie D | Coppa Italia Serie D | Coppa Italia Serie D | Serie D - Poule scudetto | Serie D - Poule scudetto | Serie D - Poule scudetto | Serie D - Poule scudetto | Totale   | Totale | Totale      | Totale     |
| Giocatore     | Presenze           | Reti               | Ammonizioni        | Espulsioni         | Presenze             | Reti                 | Ammonizioni          | Espulsioni           | Presenze                 | Reti                     | Ammonizioni              | Espulsioni               | Presenze | Reti   | Ammonizioni | Espulsioni |
| ------------- | ------------------ | ------------------ | ------------------ | ------------------ | -------------------- | -------------------- | -------------------- | -------------------- | ------------------------ | ------------------------ | ------------------------ | ------------------------ | -------- | ------ | ----------- | ---------- |
| L. Adorni     | 12                 | 0                  | 1                  | 0                  | 2                    | 0                    | 0                    | 0                    | 0                        | 0                        | 0                        | 0                        | 14       | 0      | 1           | 0          |
| A. Agrifogli  | 16                 | 0                  | 2                  | 1                  | 1                    | 0                    | 0                    | 0                    | 0                        | 0                        | 0                        | 0                        | 17       | 0      | 2           | 1          |
| Y. Baraye     | 31                 | 20                 | 5                  | 1                  | 1                    | 1                    | 0                    | 0                    | 1                        | 0                        | 1                        | 0                        | 33       | 21     | 6           | 1          |
| M. Benassi    | 11                 | 0                  | 3                  | 0                  | 1                    | 0                    | 1                    | 0                    | 0                        | 0                        | 0                        | 0                        | 12       | 0      | 4           | 0          |
| L. Cacioli    | 35                 | 1                  | 12                 | 0                  | 0                    | 0                    | 0                    | 0                    | 2                        | 0                        | 1                        | 0                        | 37       | 1      | 13          | 0          |
| D. Ciotti     | 0                  | 0                  | 0                  | 0                  | 0                    | 0                    | 0                    | 0                    | 0                        | 0                        | 0                        | 0                        | 0        | 0      | 0           | 0          |
| F. Corapi     | 35                 | 11                 | 3                  | 0                  | 2                    | 0                    | 1                    | 0                    | 2                        | 1                        | 1                        | 0                        | 39       | 12     | 5           | 0          |
| A. Cotticelli | 0                  | 0                  | 0                  | 0                  | 1                    | -2                   | 0                    | 0                    | 0                        | 0                        | 0                        | 0                        | 1        | -2     | 0           | 0          |
| F.M. Donati   | 0                  | 0                  | 0                  | 0                  | 0                    | 0                    | 0                    | 0                    | 0                        | 0                        | 0                        | 0                        | 0        | 0      | 0           | 0          |
| A. Fall       | 3                  | -2                 | 1                  | 0                  | 1                    | 0                    | 0                    | 0                    | 0                        | 0                        | 0                        | 0                        | 4        | -2     | 1           | 0          |
| D. Giorgino   | 28                 | 0                  | 6                  | 0                  | 1                    | 0                    | 0                    | 0                    | 0                        | 0                        | 0                        | 0                        | 29       | 0      | 6           | 0          |
| M. Guazzo     | 17                 | 2                  | 0                  | 0                  | 2                    | 0                    | 0                    | 0                    | 2                        | 1                        | 0                        | 0                        | 21       | 3      | 0           | 0          |
| F. Lauria     | 24                 | 7                  | 4                  | 0                  | 1                    | 2                    | 0                    | 0                    | 0                        | 0                        | 0                        | 0                        | 25       | 9      | 4           | 0          |
| C. Longobardi | 20                 | 6                  | 3                  | 0                  | 1                    | 0                    | 0                    | 0                    | 2                        | 0                        | 0                        | 0                        | 23       | 6      | 3           | 0          |
| A. Lucarelli  | 36                 | 2                  | 2                  | 0                  | 0                    | 0                    | 0                    | 0                    | 2                        | 0                        | 0                        | 0                        | 38       | 2      | 2           | 0          |
| P. Mazzocchi  | 13                 | 3                  | 0                  | 0                  | 0                    | 0                    | 0                    | 0                    | 2                        | 0                        | 1                        | 0                        | 15       | 3      | 1           | 0          |
| D. Melandri   | 34                 | 12                 | 2                  | 0                  | 1                    | 0                    | 0                    | 0                    | 2                        | 0                        | 0                        | 0                        | 37       | 12     | 2           | 0          |
| M. Messina    | 23                 | 2                  | 2                  | 0                  | 1                    | 0                    | 0                    | 0                    | 2                        | 0                        | 1                        | 1                        | 26       | 2      | 3           | 1          |
| C. Miglietta  | 29                 | 3                  | 4                  | 0                  | 1                    | 0                    | 0                    | 0                    | 2                        | 0                        | 1                        | 0                        | 32       | 3      | 5           | 0          |
| N. Molinaro   | 0                  | 0                  | 0                  | 0                  | 0                    | 0                    | 0                    | 0                    | 0                        | 0                        | 0                        | 0                        | 0        | 0      | 0           | 0          |
| G. Mulas      | 3                  | 0                  | 0                  | 0                  | 0                    | 0                    | 0                    | 0                    | 0                        | 0                        | 0                        | 0                        | 3        | 0      | 0           | 0          |
| R. Musetti    | 18                 | 7                  | 0                  | 0                  | 1                    | 0                    | 0                    | 0                    | 0                        | 0                        | 0                        | 0                        | 19       | 7      | 0           | 0          |
| G. Ricci      | 30                 | 1                  | 3                  | 0                  | 0                    | 0                    | 0                    | 0                    | 2                        | 0                        | 0                        | 0                        | 32       | 1      | 3           | 0          |
| W. Rodríguez  | 8                  | 0                  | 2                  | 0                  | 1                    | 0                    | 1                    | 0                    | 1                        | 0                        | 0                        | 0                        | 10       | 0      | 3           | 0          |
| L. Saporetti  | 18                 | 2                  | 5                  | 0                  | 2                    | 0                    | 0                    | 0                    | 1                        | 0                        | 0                        | 0                        | 21       | 2      | 5           | 0          |
| M. Sereni     | 22                 | 1                  | 2                  | 0                  | 1                    | 0                    | 0                    | 0                    | 1                        | 0                        | 0                        | 0                        | 24       | 1      | 2           | 0          |
| L. Simonetti  | 11                 | 0                  | 4                  | 0                  | 2                    | 0                    | 1                    | 0                    | 2                        | 1                        | 1                        | 0                        | 15       | 1      | 6           | 0          |
| M.B. Sowe     | 3                  | 0                  | 0                  | 1                  | 2                    | 0                    | 0                    | 0                    | 0                        | 0                        | 0                        | 0                        | 5        | 0      | 0           | 1          |
| D. Traykov    | 0                  | 0                  | 0                  | 0                  | 0                    | 0                    | 0                    | 0                    | 0                        | 0                        | 0                        | 0                        | 0        | 0      | 0           | 0          |
| A. Vignali    | 5                  | 1                  | 0                  | 0                  | 2                    | 0                    | 0                    | 0                    | 0                        | 0                        | 0                        | 0                        | 7        | 1      | 0           | 0          |
| K. Zommers    | 35                 | -15                | 2                  | 0                  | 0                    | 0                    | 0                    | 0                    | 2                        | -4                       | 0                        | 0                        | 37       | -19    | 2           | 0          |

## Giovanili

### Organigramma
Area direttiva
- Responsabile: Fausto Pizzi
- Segretario settore giovanile: Giovanni Manzani